# 康韋 (新罕布什爾州普查規定居民點)
康韋（英語：Conway）是位於美國新罕布什爾州卡羅爾縣的普查規定居民點。

## 人口
根據2020年美國人口普查的數據，康韋的面積為19.22平方千米，當中陸地面積為18.25平方千米，而水域面積為0.97平方千米。當地共有人口3576人，而人口密度為每平方千米186.06人。